# Channa

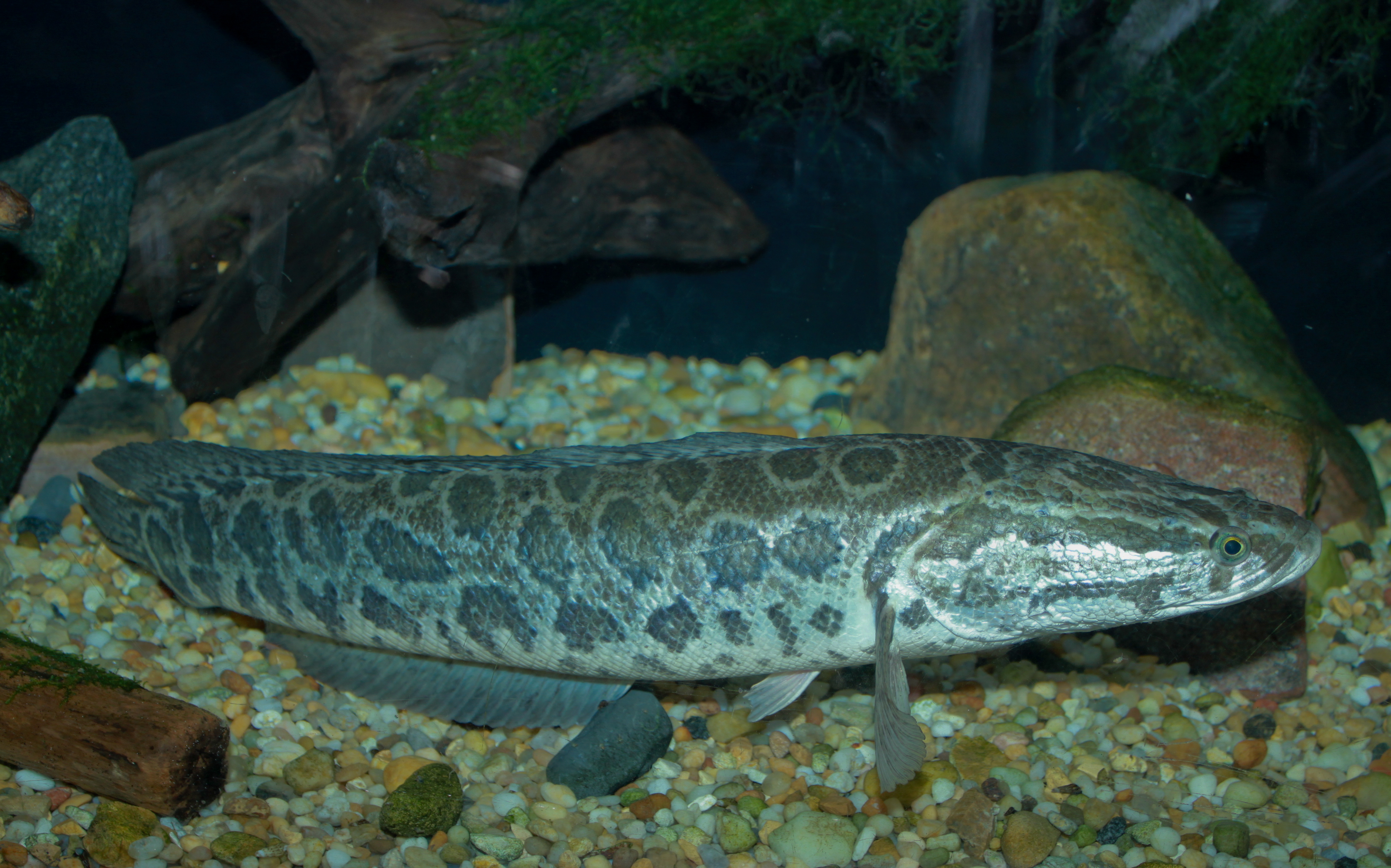

Channa je rod sladkovodních paprskoploutvých ryb z čeledi hadohlavcovití (Channidae). Pochází z jižní, jihovýchodní a východní Asie a zahrnuje 29 vědecky popsaných druhů a několik vědecky dosud nepopsaných populací. Pro rod Channa se užívá české jméno hadohlavec, to se však užívá i pro africký rod Parachanna ze stejné čeledi a je tudíž nejednoznačné.

## Taxonomie
Dříve se rod Channa rozděloval podle přítomnosti břišních ploutví na rod Channa bez břišních ploutví a rod Ophicephalus (často chybně uváděn jako Ophiocephalus) s břišními ploutvemi. Dnes se toto dělení nepoužívá a rod Ophicephalus je považován za mladší synonymum rodu Channa.

## Výskyt
Přirozený areál rodu Channa zahrnuje sladké vody jižní, jihovýchodní a východní Asie – od Íránu, přes Přední a Zadní Indii, až po Wallaceovu linii, východní Čínu, Koreu a jihovýchod Ruska.

## Chov v akváriu
Pro svou velikost, dravost a nesnášenlivost nepatří hadohlavci rodu Channa mezi často chované akvarijní ryby. Stávají se však předmětem zájmu specialistů. Vzhledem k určité podobnosti s labyrintkami se chovu hadohlavců často věnují organizace primárně zaměřené na labyrintní ryby.